# Ophiura amphitrites
Ophiura amphitrites is een slangster uit de familie Ophiuridae.
De wetenschappelijke naam van de soort werd in 1888 gepubliceerd door Francis Jeffrey Bell.